# تخم‌مرغ دودی
تخم مرغ دودی غذایی است که شامل دود کردن تخم مرغ و تخم ماهی می‌شود. تخم‌مرغ‌های دودی را می‌توان با تخم‌مرغ‌های آب‌پز که سپس دودی می‌کنند، درست کرد، یا با دود کردن تخم‌مرغ‌های نپخته در پوسته آن‌ها. علاوه بر این، تخم‌مرغ دودی به عنوان نوعی از تخم‌مرغ‌های آب‌پز تعریف شده‌است که پوست آن‌ها، مرینیت شده و سپس دودی می‌شود.

## خاویار دودی
برخی از خاویارهایی که گاهی دود می‌شوند عبارتند از قلیه ماهی کاد که در نروژ رایج است، قلیه کفال و قلیه ماهیان خاویاری. محصول دیگر مشروب تخم مرغ دودی است که می‌تواند از قلیه ماهی آزاد منجمد خام تهیه شود.

## غذاها

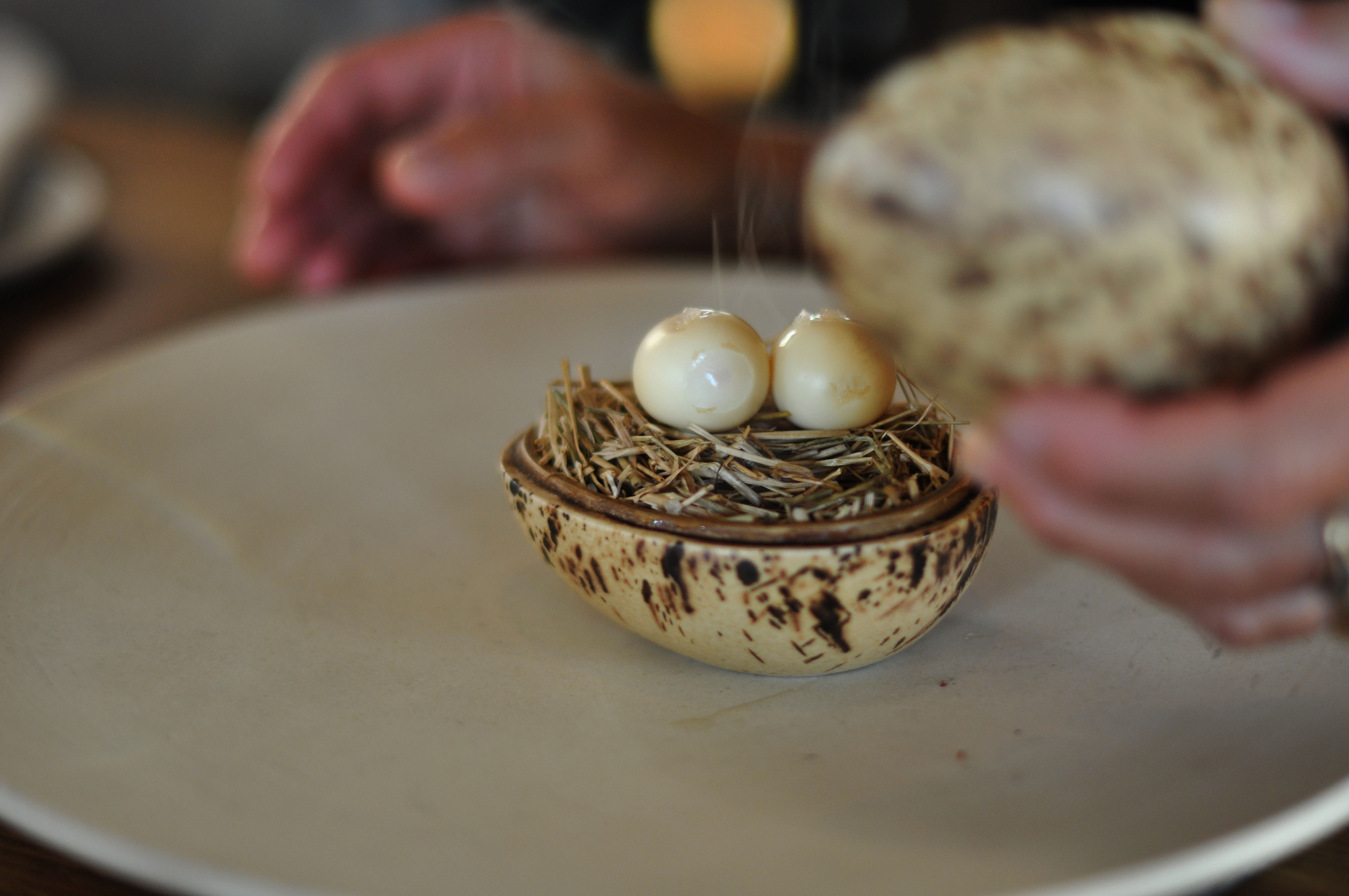
تخم بلدرچین ترشی و دودی به سبک جدید دانمارکی در نوما.

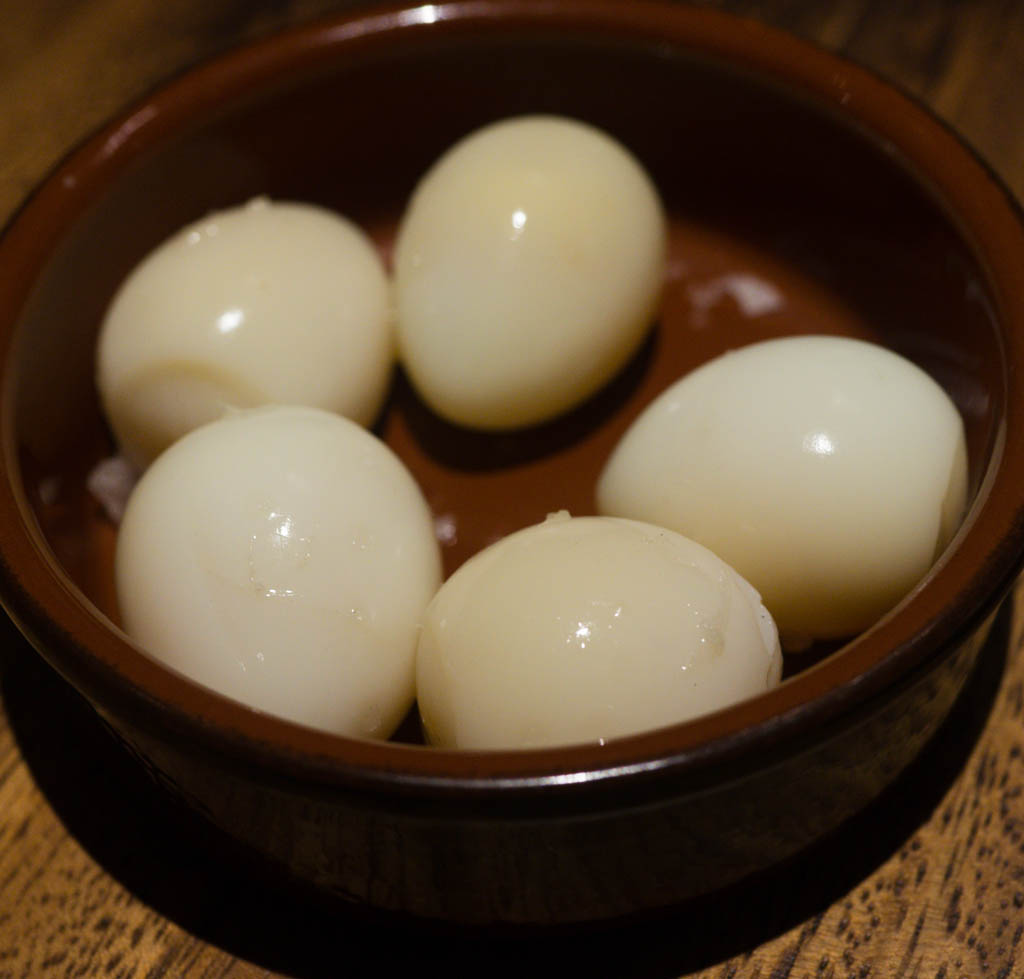
نمای نزدیک از تخم بلدرچین دودی

تخم مرغ دودی را می‌توان به خمیر تخم مرغ دودی تبدیل کرد. غذاهای اضافی و غذاهایی که از تخم مرغ دودی تهیه می‌شوند عبارتند از: سالاد تخم مرغ، سس وینیگرت و دیپ یکی از نسخه‌های سالاد نیکواز از کف تخم مرغ دودی به عنوان یک ماده تشکیل دهنده استفاده می‌کند. پوره‌های تهیه شده با تخم مرغ دودی برای افزایش طعم غذاهای مختلف استفاده شده‌است.

## کتابشناسی - فهرست کتب
- استیون رایکلن (2010). باربیکیو سیاره ای!: ۳۰۹ دستور غذا، ۶۰ کشور . انتشارات کارگر.شابک ‎۰۷۶۱۱۴۸۰۱۹شابک 0761148019

## بیشتر خواندن
- آشپزی سبک خانگی شانگهای. pp. 86-87.
- تخم مرغ دودی سفت. ای، مجله اپرا.